# Miranda's Victim
Miranda's Victim es una película dramática de época estadounidense de 2023 dirigida por Michelle Danner y protagonizada por Abigail Breslin, Luke Wilson, Kyle MacLachlan, Ryan Phillippe, Mireille Enos, Emily VanCamp, Andy García y Donald Sutherland. Está basada en la vida de Patricia "Trish" Weir, quien fue secuestrada y violada por Ernesto Miranda en 1963. La película también describe el origen de la advertencia Miranda.
Fue estrenada por Vertical Entertainment en los Estados Unidos el 6 de octubre de 2023.

## Reparto
- Abigail Breslin como Trish Weir[3]
- Luke Wilson como Lawrence Turoff[3]
- Andy García como Alvin Moore[3]
- Donald Sutherland como juez Laurance T. Wren[7]
- Ryan Phillippe como John J. Flynn[7]
- Kyle MacLachlan como presidente del Tribunal Supremo Earl Warren[4]
- Mireille Enos como Zeola[4]
- Taryn Manning como Twila Hoffman[7]
- Emily VanCamp como Ann Weir[10]
- Sebastian Quinn como Ernesto Miranda[10]
- Enrique Murciano como Detective Cooley[10]
- Brent Sexton como sargento Nealis[10]
- Josh Bowman como Charles[10]

## Producción
En mayo de 2022, se anunció que Breslin, Wilson, Sutherland y García participarían en la película. En junio de 2022, se anunció que Phillippe, MacLachlan, Enos y Manning se sumaron al elenco.
El rodaje comenzó en Nueva Jersey en junio de 2022. La película se rodó en Middletown Township, Nueva Jersey, Red Bank, Nueva Jersey y en la Universidad de Monmouth.

## Estreno
La víctima de Miranda tuvo su estreno mundial en el Festival Internacional de Cine de Santa Bárbara el miércoles 8 de febrero de 2023 en el Teatro Arlington en Santa Bárbara, California. Fue lanzado por Vertical Entertainment el 6 de octubre de 2023.